# Lhotka u Frýdku-Místku
Lhotka ist eine Gemeinde in Tschechien. Sie liegt fünf Kilometer westlich von Frýdlant nad Ostravicí und gehört zum Okres Frýdek-Místek.

## Geographie
Lhotka befindet sich im Beskidenvorland am nordwestlichen Fuße des Ondřejník (890 m) in einem Quellgebiet. Durch den Ort fließt der Lhotecký potok, südöstlich entspringen die Olešná und der Velký potok, im Süden die Říčka. Südlich erhebt sich der Úbočí (863 m), im Norden die Kozlovická hora (612 m). 
Nachbarorte sind Palkovice im Norden, Metylovice im Nordosten, Kubalanky und Frýdlant nad Ostravicí im Osten, Paseky und Pstruží im Südosten, Bahenná und Nové Dvorý im Süden, Kozlovice und Jarošov im Westen sowie Myslík im Nordwesten.

## Geschichte
Das Dorf wurde erstmals 1359 in einer Urkunde des Olmützer Bischofs Johann Očko von Wlašim über die zum castrum nostrum Huskenwalde gehörigen Güter erwähnt. Auf Grund der großen Anzahl von Hufengütern wird angenommen, dass das Dorf zur Zeit der deutschen Kolonisation unter den Přemysliden gegründet worden ist.
Nördlich von Lhotka wurde seit dem 17. Jahrhundert ein Eisenerzbergwerk betrieben, das im 19. Jahrhundert aufgelassen wurde. Außerdem wurde auch Kalkstein abgebaut und gleichfalls an die Erzbischöflichen Eisenwerke nach Friedland geliefert. 
Nach der Aufhebung der Patrimonialherrschaften bildete Lhotka ab 1850 eine Gemeinde im Bezirk Mistek. Nach dem Zweiten Weltkrieg wurde sie dem Okres Frenštát pod Radhoštěm zugeordnet und seit dessen Auflösung im Jahre 1961 gehört sie zum Okres Frýdek-Místek. Pfarrort ist Kozlovice.
Seit 1995 findet jährlich in der letzten Augustwoche auf der Freilichtbühne das von Vincenc Socha in den 1960er Jahren begründete Folklorefestival „Sochovy národopisné slavnosti“ statt.

## Ortsgliederung
Für die Gemeinde Lhotka sind keine Ortsteile ausgewiesen.

## Sehenswürdigkeiten
- Kapelle Mariä Heimsuchung, erbaut 1844. Ihre heutige Gestalt erhielt sie bei der Erweiterung von 1864.
- Kruzifix
- zwei Schwedenkapellen, über den Gräbern gefallener Soldaten
- zwei Eisenkreuze am Weg zur Friedländer Eisenhütte

## Persönlichkeiten
- Vincenc Socha (1903–1970), Volkslieder- und Volkstanzsammler